# Bella Murekatete
Bella Murekatete   (4 de juliol de 2000) és una jugadora de bàsquet professional ruandesa. Va ser nomenada la millor jugadora de la Pac-12 Conference el 2022 després de fer una mitjana 10,3 punts, 7,3 rebots i 1,7 taps per partit. Va jugar a bàsquet universitari als Washington State Cougars. El juny de 2024 va fitxar pel Cadí la Seu.

## Trajectòria
Murekatete va créixer jugant a futbol i voleibol a la seva Ruanda natal abans de descobrir el bàsquet. Es va traslladar a Post Falls (Idaho) amb una visa F-1 als 14 anys per a jugar a la Genesis Prep Academy. També va jugar amb North Idaho Elite al circuit Amateur Athletic Union (AAU). El novembre de 2018 va signar una carta d'intencions per jugar a l'estat de Washington.
Murekatete va representar Ruanda al Campionat FIBA Àfrica sub-16 femení de 2015, on va aconseguir una mitjana de 14,3 punts i 22 rebots per partit, la millor del torneig. Va aconseguir 24 punts i 37 rebots en una derrota davant la selecció de Tunísia. Va representar Ruanda al Campionat d'Àfrica Femení FIBA U18 2018, on va aconseguir una mitjana de 16,8 punts, 13,7 rebots i 1,7 assistències per partit i va portar el seu equip fins al quart lloc. Murekatete va debutar amb la selecció nacional sènior en una eliminatòria del Campionat d'Àfrica de bàsquet femení del 2023.